# Selección femenina de fútbol de Eslovenia
La selección femenina de fútbol de Eslovenia representa a Eslovenia en las competiciones internacionales de fútbol femenino. Jugó su primer partido internacional el 25 de septiembre de 1993 contra la selección femenina de fútbol de Inglaterra, partido que perdió Eslovenia por diez goles a cero.
No ha participado aún en la Eurocopa Femenina.
Hasta el momento no ha logrado clasificarse para disputar la Copa Mundial Femenina de Fútbol, ni tampoco los juegos olímpicos.

## Estadísticas

### Copa Mundial Femenina de Fútbol
| Edición | Resultado               | Posición                | PJ                      | PG                      | PE                      | PP                      | GF                      | GC                      |
| ------- | ----------------------- | ----------------------- | ----------------------- | ----------------------- | ----------------------- | ----------------------- | ----------------------- | ----------------------- |
| 1991    | No existía la selección | No existía la selección | No existía la selección | No existía la selección | No existía la selección | No existía la selección | No existía la selección | No existía la selección |
| 1995    | No clasificó            | No clasificó            | No clasificó            | No clasificó            | No clasificó            | No clasificó            | No clasificó            | No clasificó            |
| 1999    | No clasificó            | No clasificó            | No clasificó            | No clasificó            | No clasificó            | No clasificó            | No clasificó            | No clasificó            |
| 2003    | No clasificó            | No clasificó            | No clasificó            | No clasificó            | No clasificó            | No clasificó            | No clasificó            | No clasificó            |
| 2007    | No clasificó            | No clasificó            | No clasificó            | No clasificó            | No clasificó            | No clasificó            | No clasificó            | No clasificó            |
| 2011    | No clasificó            | No clasificó            | No clasificó            | No clasificó            | No clasificó            | No clasificó            | No clasificó            | No clasificó            |
| 2015    | No clasificó            | No clasificó            | No clasificó            | No clasificó            | No clasificó            | No clasificó            | No clasificó            | No clasificó            |
| 2019    | No clasificó            | No clasificó            | No clasificó            | No clasificó            | No clasificó            | No clasificó            | No clasificó            | No clasificó            |
| 2023    | No clasificó            | No clasificó            | No clasificó            | No clasificó            | No clasificó            | No clasificó            | No clasificó            | No clasificó            |
| 2027    | Por disputarse          | Por disputarse          | Por disputarse          | Por disputarse          | Por disputarse          | Por disputarse          | Por disputarse          | Por disputarse          |
| Total   | 0/9                     | -                       | -                       | -                       | -                       | -                       | -                       | -                       |

### Eurocopa Femenina
| Edición | Resultado               | Posición                | PJ                      | PG                      | PE                      | PP                      | GF                      | GC                      |
| ------- | ----------------------- | ----------------------- | ----------------------- | ----------------------- | ----------------------- | ----------------------- | ----------------------- | ----------------------- |
| 1984    | No existía la selección | No existía la selección | No existía la selección | No existía la selección | No existía la selección | No existía la selección | No existía la selección | No existía la selección |
| 1987    | No existía la selección | No existía la selección | No existía la selección | No existía la selección | No existía la selección | No existía la selección | No existía la selección | No existía la selección |
| 1989    | No existía la selección | No existía la selección | No existía la selección | No existía la selección | No existía la selección | No existía la selección | No existía la selección | No existía la selección |
| 1991    | No existía la selección | No existía la selección | No existía la selección | No existía la selección | No existía la selección | No existía la selección | No existía la selección | No existía la selección |
| 1993    | No existía la selección | No existía la selección | No existía la selección | No existía la selección | No existía la selección | No existía la selección | No existía la selección | No existía la selección |
| 1995    | No clasificó            | No clasificó            | No clasificó            | No clasificó            | No clasificó            | No clasificó            | No clasificó            | No clasificó            |
| 1997    | No clasificó            | No clasificó            | No clasificó            | No clasificó            | No clasificó            | No clasificó            | No clasificó            | No clasificó            |
| 2001    | No clasificó            | No clasificó            | No clasificó            | No clasificó            | No clasificó            | No clasificó            | No clasificó            | No clasificó            |
| 2005    | No clasificó            | No clasificó            | No clasificó            | No clasificó            | No clasificó            | No clasificó            | No clasificó            | No clasificó            |
| 2009    | No clasificó            | No clasificó            | No clasificó            | No clasificó            | No clasificó            | No clasificó            | No clasificó            | No clasificó            |
| 2013    | No clasificó            | No clasificó            | No clasificó            | No clasificó            | No clasificó            | No clasificó            | No clasificó            | No clasificó            |
| 2017    | No clasificó            | No clasificó            | No clasificó            | No clasificó            | No clasificó            | No clasificó            | No clasificó            | No clasificó            |
| 2022    | No clasificó            | No clasificó            | No clasificó            | No clasificó            | No clasificó            | No clasificó            | No clasificó            | No clasificó            |
| 2025    | No clasificó            | No clasificó            | No clasificó            | No clasificó            | No clasificó            | No clasificó            | No clasificó            | No clasificó            |
| Total   | 0/14                    | -                       | -                       | -                       | -                       | -                       | -                       | -                       |

### Liga de Naciones Femenina de la UEFA
| Edición | L     | G     | Resultado    | PJ | PG | PE | PP | GF | GC |
| ------- | ----- | ----- | ------------ | -- | -- | -- | -- | -- | -- |
| 2023-24 | B     | 4     | Cuarto lugar | 6  | 1  | 3  | 2  | 4  | 9  |
| Total   | Total | Total | 1/1          | 6  | 1  | 3  | 2  | 4  | 9  |

## Últimos y próximos encuentros
Actualizado al último partido jugado el 16 de julio de 2024
| Fecha      | Ciudad        | Local               | Resultado | Visitante           | Competición                  |
| ---------- | ------------- | ------------------- | --------- | ------------------- | ---------------------------- |
| 05-04-2024 | Liubliana     | Eslovenia           | 2:0       | Moldavia            | Clas. Eurocopa Femenina 2025 |
| 09-04-2024 | Skopie        | Macedonia del Norte | 0:5       | Eslovenia           | Clas. Eurocopa Femenina 2025 |
| 31-05-2024 | Murska Sobota | Eslovenia           | 6:0       | Letonia             | Clas. Eurocopa Femenina 2025 |
| 04-06-2024 | Jūrmala       | Letonia             | 0:4       | Eslovenia           | Clas. Eurocopa Femenina 2025 |
| 12-07-2024 | Chișinău      | Moldavia            | 0:5       | Eslovenia           | Clas. Eurocopa Femenina 2025 |
| 16-07-2024 | Kidričevo     | Eslovenia           | 4:0       | Macedonia del Norte | Clas. Eurocopa Femenina 2025 |

## Última convocatoria
| #  | Nombre            | Posición       | Edad | PJ | Goles | Club                 |  |
| -- | ----------------- | -------------- | ---- | -- | ----- | -------------------- |  |
| 1  | Sonja Čevnik      | Portera        |      |    |       | Slovenj Gradec       |  |
| 2  | Lucija Mori       | Portera        |      |    |       | Brescia              |  |
| 3  | Katarina Puš      | Portera        |      |    |       | Slovenj Gradec       |  |
| 4  | Manja Benak       | Defensa        |      |    |       | Krka Novo Mesto      |  |
| 5  | Kaja Jerina       | Defensa        |      |    |       | Jevnica              |  |
| 6  | Snežana Maleševič | Defensa        |      |    |       | Millwall Lionesses   |  |
| 7  | Anja Milenkovič   | Defensa        |      |    |       | Chiasiellis          |  |
| 8  | Andreja Nikl      | Defensa        |      |    |       | Pomurje              |  |
| 9  | Anisa Rola        | Defensa        |      |    |       | Maribor              |  |
| 10 | Ines Špelič       | Defensa        |      |    |       | Jevnica              |  |
| 11 | Pamela Begič      | Centrocampista |      |    |       | Slovenj Gradec       |  |
| 12 | Barbara Kralj     | Centrocampista |      |    |       | Slovenj Gradec       |  |
| 13 | Anja Levačič      | Centrocampista |      |    |       | Rudar Skale          |  |
| 14 | Katja Nežmah      | Centrocampista |      |    |       | Dornava              |  |
| 15 | Anja Prša         | Centrocampista |      |    |       | Pomurje              |  |
| 16 | Staša Špur        | Centrocampista |      |    |       | Pomurje              |  |
| 17 | Tjaša Tibaut      | Centrocampista |      |    |       | Pomurje              |  |
| 18 | Urška Žganec      | Centrocampista |      |    |       | Rudar Skale          |  |
| 19 | Monika Žunkovič   | Centrocampista |      |    |       | Maribor              |  |
| 20 | Natalija Golob    | Delantera      |      |    |       | Slovenj Gradec       |  |
| 21 | Lucija Grad       | Delantera      |      |    |       | Jevnica              |  |
| 22 | Martina Potrč     | Delantera      |      |    |       | Dornava              |  |
| 23 | Fata Salkunič     | Delantera      |      |    |       | Napredak             |  |
| 24 | Dragica Stipič    | Delantera      |      |    |       | Krka Novo Mesto      |  |
| 25 | Tanja Vrabel      | Delantera      |      |    |       | Pomurje              |  |
| 26 | Mateja Zver       | Delantera      |      |    |       | Þór/KA               |  |
| 27 | Dominika Čonč     | Mediocentro    |      |    |       | RCD Espanyol, Spain  |  |
| 28 | Jana Horvat       |                |      |    |       | Krka Novo Mesto      |  |
| 29 | Kaja Eržen        |                |      |    |       | Velesovo             |  |
|    |                   |                |      |    |       |                      |  |
|    |                   |                |      |    |       |                      |  |
| DT | Damir Rob         |                |      |    |       | Bandera de Eslovenia |  |

(Los números no corresponden a los dorsales)